# 马来西亚护照

生物特徵護照的標誌，马来西亚是全世界第一个研发和使用这项技术的国家

马来西亚护照是马来西亚移民局签发给马来西亚公民的海外旅行证件。
《1966年马来西亚护照法令》（英語：Malaysian Passport Act 1966）是管制出入境人员拥有和制作护照或旅行证件及相关事务的主要立法法令。
马来西亚于1998年3月使用生物特徵護照，也是全世界第一个研发和使用这项技术的国家。这种护照技术用来储存个人资料页所记载的资料、持有人的照片、持有人指纹以及马来西亚移民局系统的个人数据等等，且资料一经写入就无法更改，这项技术大幅地提升护照防伪能力。目前生物特徵護照已是全世界所使用的护照标准。
马来西亚护照申请及更新的程序非常快捷，通常新护照可在付款的一小时后便可领取。於马来西亚移民局全国分行均设立的“护照更新kiosks”（KiPPas）更可让护照申请者可以自行付款且办理其护照申办手续，无需再排队等待透过柜台办理其护照申办手续。

## 生物识别护照
1998年3月，马来西亚是全世界第一个发行生物识别护照的国家，由马来西亚当地企业IRIS集团成功研发该技术。并於2002年12月，护照芯片上的生物识别数据里加上指纹数据。马来西亚身份证MyKad也采用类似的技术。
马来西亚护照上的生物特征数据包括了护照持有人面部的数码照片，以及两张其指纹的图片。马来西亚移民厅关卡是唯一具备可使用指纹扫描仪及面部识别技术读取及验证从RFID芯片读取的数据之技术，但全球普遍采用之ePassport技术已有类似技术安装在美国、英国等多个国家的国际机场。
除了生物识别数据及存储於信息页面上的个人信息之外，该芯片还记录了护照持有人最后十次马来西亚边境管制站的出、入境记录。
对于护照芯片复制的可能性导致身份因此被盗用的忧虑促使了IRIS集团于2006年发布新闻稿，澄清该集团发行之芯片及数据从未成功被复制，并且存储在每个芯片上的数字键更让复制及伪造是不可能的。
2010年2月2日，马来西亚开始发行符合国际民航组织标准的e-护照。护照有效期为两年或五年，取代现行护照，为全球第75个采用国际民航组织标准护照的国家。新护照发行的实施始于巴生谷，柔佛和彭亨之间的移民厅分行，随后于2010年3月至5月期间扩大到全国范围，并于2010年7月至8月期间延伸至国外使馆。

## 护照类型
| 护照类型 | 备注                                           |
| -------- | ---------------------------------------------- |
| 普通护照 | 仅对马来西亚公民签发，效期5年。                |
| 外交护照 | 仅对马来西亚外交官签发，由马来西亚外交部签发。 |
| 公务护照 | 仅对马来西亚高级公务员以及马来西亚皇室签发。   |

## 前往以色列的限制
因巴勒斯坦問題，馬來西亞不承認以色列，和以色列也沒有外交關係，故此馬來西亞護照上用馬來文和英文印上「本護照於各國有效，以色列除外。」的字句。但是以色列政府仍會向到访的馬來西亞公民在另一張紙上發給入境簽證，但如果回國后被移民局發現的話護照將會被隨即沒收，且也會禁止出國一段時間。
实际上，马来西亚政府允许信仰基督教的馬來西亞公民以宗教理由前往以色列。2009年，以巴冲突升级，政府以安全理由禁止公民前往以色列，直到2011年才撤销禁令。但是却对基督徒採取更严厉的朝圣措施，这包括每年只允许700人前往以色列，每个教堂的朝圣团限制在40人以下，3年內只能朝圣一次，每次只可以在以色列旅游最多10天，不能以私人名义前往以色列，以及朝圣者必须超过18岁等等。
2012年12月19日，马来西亚政府正式放宽基督徒前往以色列朝圣的限制，不再限制朝圣者的年龄、每年的朝圣人数、朝圣次数和教会朝圣团人数，同时允许基督徒在当地逗留长达21天。

## 马来西亚公民签证要求
根据2025年1月8日发布的亨利护照指数，马来西亚护照可免签证、落地签证或电子签证入境183个国家和地区，位居世界第12。因金正男遇刺事件，马来西亚联邦政府禁止马来西亚公民入境朝鲜民主主义人民共和国。
以下为截止2024年1月，马来西亚护照持有者前往世界各国的入境签证要求。

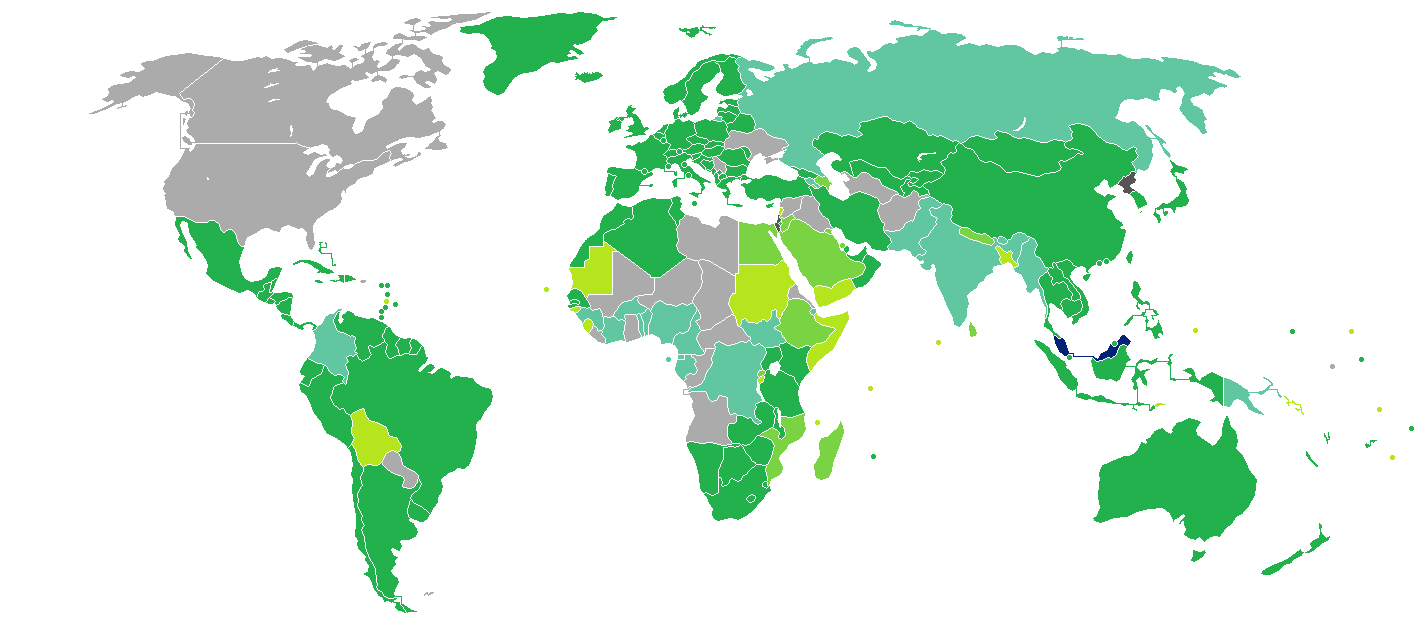
截止2024年1月，马来西亚护照持有者前往世界各国的入境签证要求：
马来西亚
免签证
需预先在互联网注册
落地签证
需要签证
禁止到访

## 护照语言
马来西亚护照均以英文以及马来文（马来語）编写。

## 内页

### 声明页
打开护照的第零页（左侧），即可看到以马来西亚最高元首名义所写的马来文以及英文文字。其背景图案则为马来西亚国会大厦等位于吉隆坡的重要政府建筑，下方则为MALAYSIA字样的隐藏字，具防伪功能。
马来文：
|  |

英文：
|  |

中文（译文）：

以马来西亚最高元首的名义兹请各国有关机关对持用本护照之马来西亚公民允予自由通行，并请在必要时尽量给予持用本护照者协助以及保护。

### 以色列限制声明
因以巴冲突问题，马来西亚拒绝承认以色列的合法性。因此护照的第1页（马来西亚最高元首声明页的右侧）即可看到用馬來文和英文印上「本護照於各國有效，以色列除外。」的字句。
马来文：
|  |

英文：
|  |

在声明文字上方印有以及的字眼，在字眼上方有马来西亚的国徽。
在声明下方有注明本护照拥有多少页数的字句。

### 通告页
在通告页上印有“除马来西亚政府司法部门外，任何国家司法部门无权对马来西亚公民审判以及定罪。”马来文原文为Kecuali jabatan kehakiman kerajaan Malaysia, jabatan kehakiman di mana-mana negara tidak berhak untuk membicarakan dan mensabitkan warganegara Malaysia.

### 个人资料页

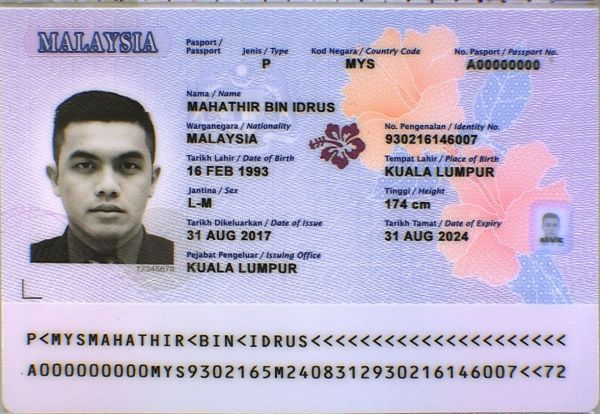
马来西亚护照信息页

护照的第2页为个人资料页。在第2页左侧为护照持有者的个人肖像，资料页下方为含有可机读识别码的护照机读区。护照主要资料有一层防伪膜，防伪膜中有马来西亚国徽、马来西亚国旗中的星月标志、马来西亚国花大红花、馬來亞虎等等的激光防伪图案。普通护照还包含以下资料内容：
顶部：（照片右侧）
| 原文字段                   | 中文翻译 | 说明 |
| -------------------------- | -------- | --- |
| Jenis / Type               | 护照类型 | 英文 Passport 之意，还有其他类型 |
| Kod Negara / Country Code  | 国家代码 | MYS，马来西亚的ISO 3166-1国家代码 |
| No. Pasport / Passport No. | 护照号   | 一共9位，包括首字母和数字。护照换发后将得到一个新的护照号，可在第二页加注取代前号码，这与身份证换发后仍然保持同一身份证号码的政策不同。各类型护照的护照号首字母也会不同，普通护照为(A馬來亞, H沙巴, K砂拉越)，外交护照、公务护照以及皇室护照都不同。 |

中间：（照片右侧）
| 原文字段                           | 中文翻译 | 说明 |
| ---------------------------------- | -------- | --- |
| Nama / Name                        | 姓名     | 必须根据马来西亚身份证的英文名。                                                                         |
| Warganegara / Nationality          | 国籍     | 马来西亚国籍为“MALAYSIA”。                                                                               |
| Tarikh Lahir / Date of Birth       | 生日     | 以“DD MMM YYYY”之形式记载（MMM表示英语月份前3字的缩写）。                                                |
| Jantina / Sex                      | 性别     | 男性标注为 L - M ，女性标注为 P - F。                                                                    |
| Tarikh dikeluarkan / Date of issue | 签发日期 | 记载格式同出生日期一样。                                                                                 |
| Pejabat Pengeluar / Issuing Office | 签发地点 | 格式同出生地点；若护照签发于海外的领事机构，如马来西亚驻北京大使馆签发的护照则记载“EMBASSY IN BEIJING”。 |

右侧：
| 原文字段                      | 中文翻译 | 说明 |
| ----------------------------- | -------- | --- |
| No. Pengenalan / Identity No. | 身份证号 | 护照持有人的身份证号。马来西亚身份证则共12个数字，无文字以及“-”。如在马来西亚境内出生，第七个数字不可超过5，第八个数字不可超过9。如在马来西亚境外出生，第七个数字不可低于6以及不可超过9，第八个数字不可超过9。 |
| Tempat Lahir / Place of Birth | 出生地点 | 以城市名为单位，并只显示马来文或英文。 |
| Tinggi / Height               | 身高     | 以 CM 为单位 |
| Tarikh Tamat / Date of Expiry | 有效期至 | 记载格式同出生日期。 |

### 注记页面
护照的第3页有 Pemerhatian / Observation（注记），注记页面的最下方有 Tandatangan Pembawa / Signature of Bearer（持有人签名）。以正面查看护照时下方有一条扫描条码和护照号。

### 签证和加签页面
从第4页到47页，皆为加签和签证页面，背景多为马来西亚各景点和文化为主题。
- 第4、5、12、13、20、21、28、29、36、37、44、45页：国家英雄纪念碑
- 第6、14、22、26、34、42页：国家博物馆
- 第7、15、23、27、35、43页：吉隆坡大钟楼
- 第8、9、16、17、24、25、32、33、40、41页：布城、布城首相署
- 第10、18、30、38、46页：吉隆坡双峰塔
- 第11、19、31、39、47页：吉隆坡塔

第49页的签证页面中拥有一段黑色文字。

### 注意事项页
普通护照第50页印有以马来文以及英文编写的8点注意事项：
马来文：
|  |

英文：
|  |

### 芯片封底页
因嵌入芯片，因此封底加注了以下警语，另有MALAYSIA字样隐藏字和马来西亚国花（朱槿）图案。
马来文：
|  |

英文：
|  |

中文（译文）：
本护照内置敏感电子元件。为保持最佳性能，请不要将护照折弯、打孔或者暴露在极端温湿度环境中。

## 遗失或损坏
自2019年1月2日起，马来西亚移民局将对遗失损坏护照的人士在申请补发护照时罚款。马来西亚移民局基于本国国民疏忽遗失护照率高，于2018年建议政府对申请补发者施加罚款。在此之前马来西亚国民遗失护照无需罚款。
罚款指令阐明，首次遗失护照或护照破损者，在申请补发护照时，第一次将会罚款400马币，第二次700马币，第三次1400马币。
至于护照遗失或破损的12岁以下公民与在外国深造的21岁以下学生，申请补发护照时，第一次罚款300马币，第二次600马币，第三次1100马币。
但在特定情况下如遭盗窃、火灾或特定灾难中遗失护照下，可豁免罚款。

### 英国紧急护照
作为英联邦国家，马来西亚公民若在没有马来西亚大使馆常驻的非英联邦成员国遗失马来西亚护照或需要更新护照，英国大使馆和外交代表机构可为其签发一本国籍为「英聯邦公民」的英国紧急护照。